# Єва Гессе
Єва Гессе (нім. Eva Hesse; 11 січня 1936, Гамбург — 29 травня 1970, Нью-Йорк) — американська художниця і скульпторка-абстракціоністка єврейського походження. Була творчо активна в таких художніх напрямках 1960-х років, як процес-арт і арте повера. Стала відома своєю новаторською роботою в стилі мінімалізму і постмінімалізму в таких матеріалах, як латекс, скловолокно і пластмаси.

## Життєпис і творчість
Єва Гессе народилася 1936 року в сім'ї адвоката-єврея. Після посилення переслідувань євреїв у нацистській Німеччині, Єву та її старшу сестру батьки відправили до Нідерландів за програмою «Кіндертранспорт». Через кілька місяців розлуки, вони возз'єдналися і переїхали до Англії. У 1939 році сім'я Гессе прибула до Нью-Йорку. В 1946 році мати Єви, яка страждала психічним розладом, викликаним переслідуваннями й втечею з Німеччини, покінчила життя самогубством. Отримавши середню освіту, Єва вивчала живопис в училищі Купер Юніон у Нью-Йорку, а потім у школі мистецтв і архітектури Єльського університету (зокрема, у Йозефа Альберса). На початку 1960-х років Єва Гессе перебувала під впливом творчості Марселя Дюшана.
У 1961 році Єва вийшла заміж за скульптора Тома Дойля. У 1964—1965 роках подружжя проживало в Німеччині, в Кеттвігу, поблизу Ессена, і багато працювало, створюючи перші художні об'єкти в 3-х проєкціях. Після повернення до Нью-Йорку Єва Гессе присвятила свій час скульптурі й працювала з незвичайними на той час матеріалами — каучуком, пластмасами, склопластиком. Завдяки творчості Єва Гессе стала широко відомим майстром.
Єва Гессе померла у 34-річному віці від раку мозку. Вже після її смерті твори художниці були представлені на виставках сучасного мистецтва documenta 5 (1972) та documenta 6 (1977) в Касселі.